# Microxestis
Microxestis är ett släkte av fjärilar. Microxestis ingår i familjen trågspinnare.
Kladogram enligt Catalogue of Life:
| Microxestis | \| \| Microxestis ecuadorensiis \| \| \| \| \| \| Microxestis wutzdorffi \| \| \| \| |
|             | \| \| Microxestis ecuadorensiis \| \| \| \| \| \| Microxestis wutzdorffi \| \| \| \| |
|             | Microxestis ecuadorensiis                                                            |
|             |                                                                                      |
|             | Microxestis wutzdorffi                                                               |
|             |                                                                                      |